# Bertil Wester
Bertil Wester född 27 oktober 1902 i Stockholm, död 1976, var en svensk musikforskare och orgelforskare.

## Biografi
Bertil Wester föddes 1902 i Stockholm och var son till kaptenen Karl Wester och Hilma Ramstedt. Han studerade konsthistoria vid Uppsala universitet. Wester anställdes vid Nordiska museet. Under tiden där fick han ett intresse för museets historiska orglar. Han var en av de ansvariga för uppsättningen av orgeln från 1600-talet i Medåkers kyrka år 1930. Vid den tiden började han dokumentera och undersöka äldre orglar i svenska kyrkor. Detta ledde till att han 1931 publicerade artikeln Studier i svensk orgelkonst under 1600- och 1700-talet i Svensk tidskrift för musikforskning och 1932 publicerade han artikeln En nordtysk orgeltyp i Uppsverige (Bälingeorgel) i Svensk tidskrift för musikforskning. 
Kyrkosångens vänner bildade 1932 ett råd i orgelfrågor som stöd åt församlingar och myndigheter. I rådet satt Henry Weman, Waldemar Åhlén och Wester. När Wester lämnade rådet tog Gotthard Arnér över hans plats. 
Under kommande år undersökte han de medeltida orglarna i Statens historiska museum och 1936 gav han ut doktorsavhandlingen Gotisk resning i svenska orglar. Vid den här tiden fanns inte musikvetenskap som ett ämne vid universiteten och han fick istället lägga fram avhandlingen som konsthistorisk avhandling. Detta gjorde att konsthistorien fick en större plats i avhandlingen. Bertil Wester avled 1976.

### Lövstrabruk
1932 gjorde Wester på eget initiativ en dokumentation av orgeln i Lövstabruks kyrka. Det slutade i ett restaureringsförslag som efter överläggning med kyrkoherde Victor Fritz, domkyrkoorganisten Henry Weman och orgelbyggaren John Vesterlund, kom att genomföras.

### Artiklar
- 1931 – Den nyiståndsatta orgeln från Medåkers kyrka i Västmanland.[12]

- 1931 – Studier i svensk orgelkonst under 1600- och 1700-talen.[13]

- 1932 – En nordtysk orgeltyp i Uppsverige. Orgelverket i Bälinge kyrka.[14]

- 1932 – En nordtysk orgeltyp i Uppsverige. Orgelverket i Bälinge kyrka.[14]

- 1952 – Från psalmodikon till kyrkorgel i nordvästra Dalarna.[15]

- 1954 – Gamla orglar i Hälsinglands kyrkor och kapell.[16]

- 1954 – Gamla kyrkorglar i Gästrikland.[17]